# 方望
方 望（ほう ぼう、? - 25年）は、中国の新代の武将・政治家。司隷扶風平陵県（現在の陝西省咸陽市秦都区）の人。出身階層など不詳な点が多いが、漢朝復興を目指した活動家の類の人物と見られる。

## 事跡
| 姓名           | 方望                       |
| 時代           | 新代                       |
| 生没年         | 生年不詳 - 25年（更始3年） |
| 字・別号       | 〔不詳〕                   |
| 本貫・出身地等 | 司隷扶風平陵県             |
| 職官           | 軍師〔隗囂〕→丞相〔劉嬰〕  |
| 爵位・号等     | -                          |
| 陣営・所属等   | 隗囂→劉嬰                  |
| 家族・一族     | 弟：方陽                   |

地皇4年（23年）に隴右の隗囂が群雄の一人として自立すると、隗囂は使者を派遣して方望を軍師として招聘し、方望もこれに応じた。方望は、漢復興の大義を示すため「神道設教」を行うことを進言する。隗囂もこれを容れて邑に東面して廟を建て、高祖（劉邦）・太宗（文帝）・世宗（武帝）を祀るなどした。これに伴い、隗囂は元号を漢復に改め、漢復元年（23年）7月付で漢室復興の檄を各郡国に発した。
漢復2年（24年）に、隗囂が更始帝（劉玄）の招聘に応じて長安へ向かおうとすると、方望は更始帝の前途は未知数と見て、これを諫止する。しかし、隗囂は聞き入れなかったため、方望は手紙を残して隗囂と決別した。
翌更始3年（25年）1月、更始政権の統治が混乱した。そこで方望は、王莽に廃された劉嬰（孺子嬰）を探し出して天子に擁立することで漢朝を復興しようと図り、安陵（右扶風）の人の弓林らを説得して同志に加える。そして劉嬰を長安から探し出し、臨涇（安定郡、現在の甘粛省慶陽市鎮原県）にて天子に擁立し、兵を募れば数千が集まった。方望自身は劉嬰政権の丞相、同志の弓林は大司馬となっている。
しかし、更始帝の命を受けた更始政権の丞相李松・討難将軍蘇茂・定陶王劉祉に討伐され、劉嬰・方望・弓林は戦死し、劉嬰政権はあっけなく滅亡した。
後に、方望の弟の方陽は、更始帝が方望を殺したことを怨んで、華陰（弘農郡）で赤眉軍を迎え、宗室から天子を立てることを進言した。

## 関連記事
- 新末後漢初